# Ksawerów Kramski
Ksawerów Kramski (do 2022 Ksawerów) – wieś w Polsce, położona w województwie wielkopolskim, w powiecie konińskim, w gminie Kramsk.
Należy do sołectwa Dębicz. W latach 1975–1998 Ksawerów administracyjnie należał do województwa konińskiego.  Nad Wartą, na południu gminy znajduje się miejscowość o nazwie Ksawerów. Nie jest ona związana z tą i tworzy oddzielne sołectwo.

## Sprawa statusu miejscowości
27 lutego 2020, wójt gminy zarządził konsultacje społeczne z mieszkańcami sołectwa Dębicz w sprawie zmiany statusu Ksawerowa z części wsi Dębicz, na wieś, a także zmiany nazwy miejscowości na „Ksawerów Kramski”. Odbyły się one w dniach od 1 do 20 marca, a zrealizowane zostały w formie ankiet z powodu panującej pandemii COVID-19. Z dniem 1 stycznia 2023 miejscowość zmieniła nazwę na obecną i została wyodrębniona ze wsi Dębicz.